# Vão do Paraná (tiểu vùng)
Vão do Paraná là một tiểu vùng thuộc bang Goiás, Brasil. Tiều vùng này có diện tích 17388 km², dân số năm 2007 là 91900 người.